# 赖岑海恩
赖岑海恩是德国莱茵兰-普法尔茨州的一个市镇。总面积5.66平方公里，总人口325人，其中男性169人，女性156人（2011年12月31日），人口密度57人/平方公里。